# Inori ~Namida no Kidou/End of the Day/Pieces
Inori ~Namida no Kidou/End of the Day/Pieces è il trentaquattresimo singolo del gruppo musicale giapponese Mr. Children, pubblicato il 18 aprile 2012. Il singolo ha raggiunto la prima posizione della classifica Oricon dei singoli più venduti in Giappone, vendendo 269 997 copie. Il brano  è stato utilizzato nella colonna sonora del film Bokura ga ita con Tōma Ikuta e Yuriko Yoshitaka, tratto dall'omonimo anime.

## Tracce
CD Singolo TFCC-89371
1. Inori ~Namida no Kidou (祈り ~涙の軌道)
2. End of the day
3. pieces

## Classifiche
| Classifica (2008) | Posizione più alta |
| ----------------- | ------------------ |
| Giappone (Oricon) | 1                  |